# 高橋八太郎
高橋 八太郎（たかはし やたろう、1926年-2011年）は日本の実業家。元マルエツ会長兼社長。

## 人物
1955年、マルエツの前身である魚悦商店に入社。1969年から1997年まで、代表取締役として同社の経営を担う。1978年にプリマートを、1981年にサンコーを合併し、マルエツの首都圏経営基盤を築き上げた。1984年、東証一部上場を果たした。
2011年12月14日死去。翌日の12月15日、ホテルニューオータニでお別れ会が行われ、流通業界関係者1233人が集まり、故人をしのんだ。